# Elisabetta Fiorini Mazzanti
Elisabetta Fiorini Mazzanti (Terracina, 3 de juny de 1799 – Roma, 23 d'abril de 1879) va ser una botànica i escriptora italiana. És coneguda pel seu treball sobre criptògames, especialment molses (briologia) i algues.
Pionera en aquests estudis, és una de les poques dones del segle XIX que trobem en una acadèmia científica, l'Acadèmia dels Nous Lincei, seu de la ciència masculina.

## Primers anys i formació
Filla dels comtes Giuseppe i Teresa Scirocchi, va perdre la seva mare molt aviat. El pare es va fer càrrec de l'educació de la seva única filla per fer-la responsable de la hisenda familiar. Va tenir una bona formació en història, geografia, literatura i art, així com en el coneixement del llatí, francès, anglès i alemany.

## L'interès per la botànica
Ja en la seva primera joventut va desenvolupar interès per la botànica i les col·leccions de plantes, i va trobar el seu primer mestre en Giovanni Battista Brocchi. Una intensa correspondència amb el seu professor servia per intercanviar paquets de plantes seques que no sabia com identificar i classificar i per rebre d'ell les oportunes explicacions i correccions. Va aprendre'n ràpidament i va entrar en contacte amb els experts i naturalistes de l'Europa de l'època, amb qui també s'escriguéː Giuseppe De Notaris, Vincenzo de Cesati, Pietro Savi, Antonio Targioni Tozzetti, Philip Barker Webb, Louis René Tulasne, Augustin Pyrame de Candolle, Wilhelm Philippe Schimper o Ernesto Mauri, director del Botànic de Roma.
Inspirada en De Notaris a Gènova, va publicar el 1831 la seva obra principal, Specimen Bryologiae Romanae, que va tenir, després de deu anys, una segona edició. En aquesta obra descrivia 120 espècies de molses, entre les quals moltes de noves, que venien a engrandir amb noves espècies l'Herbarium Florae Romanae del conegut botànic Antonio Sebastiani.
Aquesta publicació va ser fonamental per fomentar l'estudi de les molses a Itàlia. Posteriorment, es va dedicar gairebé exclusivament a l'estudi de les algues d'aigua dolça, de les quals va descobrir diverses espècies. No obstant això, va romandre vinculada a les molses, com demostra la seva darrera obra, la Florula del Colosseo, publicada poc abans de la seva mort. Aquest interès és també indicat per un petit tractat de 1874 que descriu una nova molsa, Hypnum formianum, trobada a la província de Nàpols.
Elisabetta Fiorini Mazzanti sempre va mantenir una viva relació amb els seus companys i estava interessada fins i tot en els seus èxits més petits en el camp de la botànica. De la mateixa manera sempre mantingué l'ànsia per augmentar el seu herbari de molses, i rebia habitualment enviaments de diversos col·leccionistes estrangers. I Fins i tot al final de la vida va rebre d'un amic alemany, unes molses de Maurici i de Ceilan, que segons els records de la seva filla adoptiva, van alegrar-li aquells últims dies.
El 1829 es va casar amb Luca Mazzanti, que va morir el 1841. Poc després també va perdre el seu pare i la seva única filla. No obstant això, va trobar en la neboda del difunt botànic Ernesto Mauri, a qui havia adoptat i educat durant la infància, la comtessa Enrichetta Fiorini, una infermera durant la malaltia dels seus últims anys. La comtessa vivia habitualment a Roma, deixant-la només durant els mesos d'estiu per viure a la seva ciutat natal, Terracina. A l'edat de setanta-quatre anys, va assistir al congrés botànic de Florència de 1874, on, encara que cansada dels viatges, va establir coneixences personals amb alguns botànics estrangers, especialment alemanys.

## Acadèmica
Va ser membre de diverses societats acadèmiques, com la Reial Acadèmia de Ciències de Torí, l'Acadèmia d'Horticultura de Brussel·les, l'Acadèmia Agrícola de Pesaro, l'Acadèmia Tiberina de Roma, l'Acadèmia Georgofili de Florència, l'Acadèmia Pontifícia, la Leopoldina i altres.L'Accademia dei Lincei, de la qual va ser membre, s'hi referia com la "Illustre nostra Briologista e Ficologista, la Signora Elisabetta Fiorini Mazzanti".

## Obres
- Notizie sopra poche piante da aggiungersi al Prodromo della Fiera Romana. 1823
- Appendice al Prodromo della Flora Romana.
- Specimen Bryologiae Romanae. Roma 1831, 1841.[7]
- Sopra una nuova diatomea. 1856.
- Sopra due nuove alghe delle acque albule. Roma 1857.
- Sulla identità del Nostoc con il Collema. Roma 1857.
- De novis mycrophyceis. 1860.
- Rettificazione di una nuova diatomea. 1861.
- Oscillarina, delle miniere di Corneto. 1862.
- Microfìce osservate nelle acque minerali di Terracina. 1863
- Osservazione sulla materia colorante della Calotrix, janthiphora e diagnosi di una nuova microfìcea. 1864.
- Sopra una nuova specie di almodictyon e aopra un singolare organiamo di alga unicellulare. 1865.
- Continuazione e fine delle Microficee delle acque minerali di Terracina. 1867.
- Sulla Cladophora viandrina del Kùtzing. 1868.
- Cenno sulla vegetazione della caduta delle Marmore in una rapida escursione di luglio. 1869.
- Nota critica sull'anormalità di un organismo crittogamico. 1871.
- Sunto dell'opusculo sulle ricerche anatomiche e fisioliche dei funghi dell' Ab. J. B. Carnoy. 1872.
- Sopra due nuove specie crittogamiche. 1874.
- Fiorala del Colosseo. 1875-76-77-78.